# Jacques d'Albon de Saint-André
Jacques d'Albon de Saint-André, nacido hacía 1505 en el castillo de Albon (Dauphiné) y muerto el 19 de diciembre de 1562 en la batalla de Dreux, es un mariscal de Francia que se distinguió en las guerras contra España y en las Guerras de religión de Francia.
Es marqués de Fronsac, señor de Montrond y de Saint-André d'Apchon.
El 29 de mayo de 1547 fue nombrado caballero de Saint-Michel y mariscal de Francia. En 1557 fue hecho prisionero por los españoles tras la batalla de San Quintín. Para conseguir la libertad, precipita la conclusión del tratado de Cateau-Cambrésis entre Enrique II de Francia y Felipe II de España.
En marzo de 1560 lucha contra los protestantes para acabar con la conspiración de Amboise. El 5 de diciembre de 1560 tras la muerte de Francisco II, permanece en su puesto. El 6 de abril de 1561 junto a Anne de Montmorency y el duque Francisco de Guisa, crea el triunvirato católico. El 4 de julio de 1562 toma la ciudad de Blois a los protestantes. El 29 de julio hace lo propio con Poitiers y el 31 de agosto cae Bourges, reprimiendo toda resistencia con extrema brutalidad. Con esto consigue separar a los protestantes del sur y a los del norte.
El 19 de diciembre de 1562 murió en la batalla de Dreux contra los protestantes.